# Orphnurgus glaber
Orphnurgus glaber is een zeekomkommer uit de familie Deimatidae.
De wetenschappelijke naam van de soort werd in 1891 gepubliceerd door Walsh.